# Olof Söderström

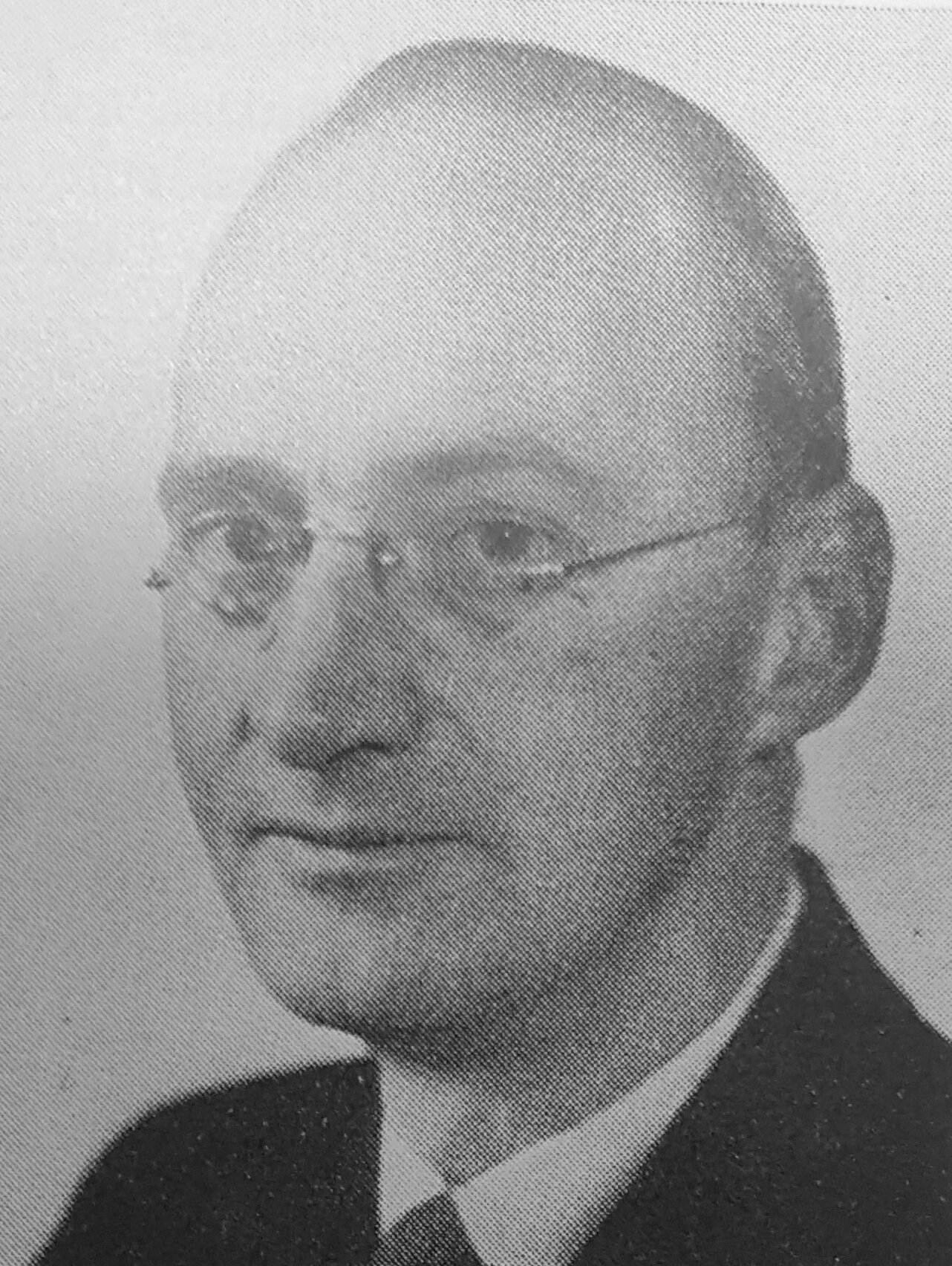
Olof Söderström

Olof Anders Viktor Söderström, född 29 juli 1903 i Böne socken, död 12 november 1991 i Stockholm, var en svensk ämbetsman.
Olof Söderström var son till kyrkoherden Anders Peter Söderström och Anna Margareta Horney. Han avlade studentexamen i Skara 1921 och studerade därefter vid Stockholms högskola där han blev filosofie kandidat 1923 och juris kandidat 1928.
Efter tingstjänstgöring 1928–1930 inträdde han i Svea hovrätt, där han blev fiskal 1932 och assessor 1936, då hans aktiva hovrättstjänst avbröts genom att han kallades som sakkunnig till Jordbruksdepartementet, där han stannade till 1939. Därunder tjänstgjorde han som sekreterare i frukt- och trädgårdsutredningen 1937–1938 samt i 1938 års jordbruksutredning 1938–1939. 1939–1944 var Söderström chef för juridiska sektionen i Statens livsmedelskommission. 1944 blev han ledamot av Statens livsmedelskommissionen, 1945 dess vice ordförande och 1946–1950 var han dess ordförande. Han var hovrättsråd 1943–1950, men åtnjöt tjänstledighet från denna befattning.
Söderström innehade ett stort antal offentliga uppdrag. Bland annat var han sakkunnig i folkförsörjningsnämnden 1939, ordförande i näringssakkunniga 1941–1950, ledamot av 1942 års jordbrukskommitté 1942–1948 och sakkunnig och ordförande i 1946 års utredning angående central fiskeristyrelse. Han var ordförande i den utredning 1948–1949, som ledde till förslag om inrättande av en statlig jordbruksnämnd, avsedd att ersätta Statens livsmedelskommission. Vidare var han ordförande i en rad specialutredningar med anknytning till den statliga jordbrukspolitiken som utredning angående rationaliseringens inverkan på jordbrukets arbetskostnader, utredning angående jordbruksekonomiska undersökningen, utredningen angående lin- och hampodlingen med flera. 1952 blev han ordförande i en kommitté för översyn av de riktlinjer för jordbrukspolitiken, som fastställdes vid 1947 års riksdag. Som särskilt tillkallad utredningsman avgav han förslag till fullmaktslagstiftning på den ekonomiska försvarsberedskapens område (allmän förfogandelag och allmän ransoneringslag), vilket bland annat reglerade Kunglig Majestäts befogenheter att utan riksdagens medverkan ingripa i näringslivet.
Från 1950 var Söderström generaldirektör och chef för Statens jordbruksnämnd jämte Kommissionen för krisuppgifter på livsmedelsområdet. Han var sekreterare i styrelsen för Stockholms högskola 1935–1949. 1947–1950 var han administratör för de tyskägda gruvorna i Bergslagen. Sedan staten inköpt dessa gruvor 1950 och överfört dem på AB Statsgruvor blev han 1951 ordförande i detta bolags styrelse. Han var ledamot av Lantbruksakademien från 1946.
Artiklar och föredrag av Söderström publicerades bland annat i Jordbruksekonomiska Meddelanden, Från Departement och Nämnder och Nationalekonomiska Föreningens handlingar.